# Gabriele Stock-Schmilinsky
Gabriele Stock-Schmilinsky geb. von Bose (* 13. August 1903 in Hamburg; † 19. Juli 1984 in Hamburg) war eine deutsche Malerin und Kunstschulleiterin.

## Leben

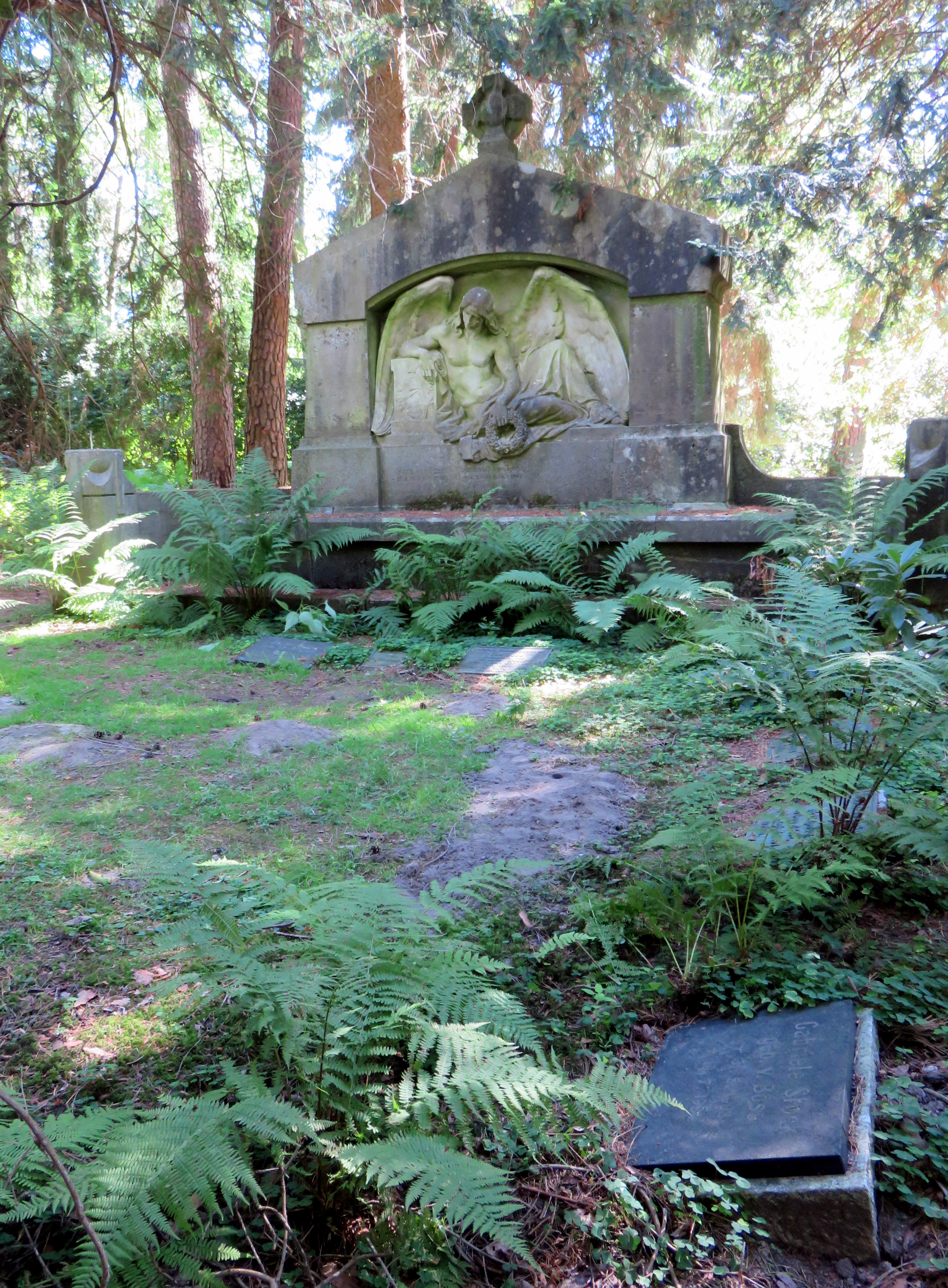
Kissenstein für Gabriele Stock(-Schmilinsky) auf der Familiengrabstätte von Bose auf dem Friedhof Ohlsdorf

Sie begann ihre künstlerische Ausbildung 1922 an der Kunstschule von Gerda Koppel (1875–1941) in Hamburg, wo sie von Friedrich Ahlers-Hestermann (1883–1973) unterrichtet wurde. Von 1930 bis 1933 studierte sie an der Landeskunstschule am Lerchenfeld in Hamburg. 1937/38 absolvierte sie eine Ausbildung zur Werklehrerin an der Werkkunstschule in Berlin.
Dann übernahm sie die Leitung der Kunstschule von Gerda Koppel, die als Jüdin nicht mehr unterrichten durfte und 1939 nach Kopenhagen emigrierte. Gabriele Stock-Schmilinsky führte die Kunstschule Koppel als Kunstschule Schmilinsky am Mittelweg 169 in Hamburg weiter. An der Kunstschule Schmilinsky unterrichteten auch die Hamburger Maler Eduard Bargheer (1901–1979) und Karl Kluth (1898–1972). Zu den Schülern der Kunstschule zählten Volker Detlef Heydorn (1920–2004) und Annemarie Ladewig (1919–1945).
In den 1930er Jahren unternahm Gabriele Stock-Schmilinsky mit dem befreundeten Eduard Bargheer Studienreisen nach Paris und Italien. Künstlerisch zunächst vom Expressionismus beeinflusst, setzte sie sich seit den 1950er Jahren verstärkt mit dem Kubismus und dann dem Tachismus auseinander.
Ebenso wie ihr Vater William Charles Bernhard von Bose (1855–1927) wurde Gabriele Stock-Schmilinsky auf der von Bose-Familiengrabstätte auf dem Hamburger Friedhof Ohlsdorf im Planquadrat P 25,1–16 nahe dem Wasserturm an der Cordesallee beigesetzt.